# European Nations Cup 2006-08
La European Nations Cup de la temporada 2006-08 fue la 37° temporada del segundo torneo en importancia de rugby en Europa, luego del Torneo de las Seis Naciones.

## División 1
| Lugar | Selección       | Partidos | Partidos | Partidos  | Partidos | Puntos  | Puntos    | Puntos | Tabla de puntos |
| Lugar | Selección       | Jugados  | Ganados  | Empatados | Perdidos | A favor | En contra | dif.   | Tabla de puntos |
| ----- | --------------- | -------- | -------- | --------- | -------- | ------- | --------- | ------ | --------------- |
| 1     | Georgia         | 10       | 9        | 0         | 1        | 292     | 114       | +178   | 28              |
| 2     | Rusia           | 10       | 8        | 0         | 2        | 312     | 147       | +165   | 26              |
| 3     | Rumania         | 10       | 6        | 0         | 4        | 277     | 144       | +133   | 22              |
| 4     | España          | 10       | 4        | 0         | 6        | 233     | 240       | −7     | 18              |
| 5     | Portugal        | 10       | 3        | 0         | 7        | 174     | 196       | −22    | 16              |
| 6     | República Checa | 10       | 0        | 0         | 10       | 59      | 506       | −447   | 10              |

| Bandera de Georgia |
| Campeón Georgia    |
| Segundo título     |

## División 2

### División 2A
| Lugar | Selección    | Partidos | Partidos | Partidos  | Partidos | Puntos  | Puntos    | Puntos | Tabla de puntos |
| Lugar | Selección    | Jugados  | Ganados  | Empatados | Perdidos | A favor | En contra | dif.   | Tabla de puntos |
| ----- | ------------ | -------- | -------- | --------- | -------- | ------- | --------- | ------ | --------------- |
| 1     | Alemania     | 8        | 6        | 0         | 2        | 191     | 124       | +67    | 20              |
| 2     | Bélgica      | 8        | 6        | 0         | 2        | 214     | 147       | +67    | 20              |
| 3     | Moldavia     | 8        | 5        | 0         | 3        | 163     | 157       | +6     | 18              |
| 4     | Ucrania      | 8        | 3        | 0         | 5        | 117     | 128       | −11    | 14              |
| 5     | Países Bajos | 8        | 0        | 0         | 8        | 97      | 226       | −129   | 8               |

### División 2B
| Lugar | Selección | Partidos | Partidos | Partidos  | Partidos | Puntos  | Puntos    | Puntos | Tabla de puntos |
| Lugar | Selección | Jugados  | Ganados  | Empatados | Perdidos | A favor | En contra | dif.   | Tabla de puntos |
| ----- | --------- | -------- | -------- | --------- | -------- | ------- | --------- | ------ | --------------- |
| 1     | Polonia   | 8        | 7        | 0         | 1        | 266     | 67        | +199   | 22              |
| 2     | Letonia   | 8        | 5        | 0         | 3        | 150     | 165       | −15    | 18              |
| 3     | Croacia   | 8        | 4        | 0         | 4        | 133     | 134       | −1     | 16              |
| 4     | Malta     | 8        | 2        | 0         | 6        | 125     | 210       | −85    | 12              |
| 5     | Andorra   | 8        | 2        | 0         | 6        | 118     | 216       | −98    | 12              |

## División 3

### División 3A
| Lugar | Selección | Partidos | Partidos | Partidos  | Partidos | Puntos  | Puntos    | Puntos | Tabla de puntos |
| Lugar | Selección | Jugados  | Ganados  | Empatados | Perdidos | A favor | En contra | dif.   | Tabla de puntos |
| ----- | --------- | -------- | -------- | --------- | -------- | ------- | --------- | ------ | --------------- |
| 1     | Suecia    | 8        | 7        | 0         | 1        | 153     | 66        | +87    | 22              |
| 2     | Armenia   | 8        | 5        | 0         | 3        | 128     | 115       | +13    | 18              |
| 3     | Suiza     | 8        | 4        | 0         | 4        | 150     | 129       | +24    | 16              |
| 4     | Serbia    | 8        | 2        | 1         | 5        | 99      | 168       | −69    | 13              |
| 5     | Dinamarca | 8        | 1        | 1         | 6        | 112     | 165       | −55    | 11              |

### División 3B
| Lugar | Selección | Partidos | Partidos | Partidos  | Partidos | Puntos  | Puntos    | Puntos | Tabla de puntos |
| Lugar | Selección | Jugados  | Ganados  | Empatados | Perdidos | A favor | En contra | dif.   | Tabla de puntos |
| ----- | --------- | -------- | -------- | --------- | -------- | ------- | --------- | ------ | --------------- |
| 1     | Lituania  | 8        | 8        | 0         | 0        | 315     | 56        | +259   | 24              |
| 2     | Hungría   | 8        | 5        | 0         | 3        | 144     | 83        | +61    | 18              |
| 3     | Noruega   | 8        | 2        | 1         | 5        | 114     | 152       | −38    | 13              |
| 4     | Austria   | 8        | 2        | 1         | 5        | 32      | 152       | −120   | 13              |
| 5     | Bulgaria  | 8        | 2        | 0         | 6        | 87      | 249       | −162   | 12              |

### División 3C
| Lugar | Selección            | Partidos | Partidos | Partidos  | Partidos | Puntos  | Puntos    | Puntos | Tabla de puntos |
| Lugar | Selección            | Jugados  | Ganados  | Empatados | Perdidos | A favor | En contra | dif.   | Tabla de puntos |
| ----- | -------------------- | -------- | -------- | --------- | -------- | ------- | --------- | ------ | --------------- |
| 1     | Eslovenia            | 8        | 7        | 0         | 1        | 227     | 65        | +162   | 22              |
| 2     | Luxemburgo           | 8        | 4        | 0         | 4        | 126     | 105       | +21    | 16              |
| 3     | Finlandia            | 8        | 3        | 1         | 4        | 84      | 131       | −47    | 15              |
| 4     | Israel               | 8        | 3        | 0         | 5        | 141     | 158       | −17    | 14              |
| 5     | Bosnia y Herzegovina | 8        | 2        | 1         | 5        | 92      | 211       | −119   | 13              |

### División 3D

#### Semifinal
| 7 de octubre de 2006 | Azerbaiyán | 5 - 20 | Grecia |  |  |

| 4 de noviembre de 2006 | Grecia | 45 - 10 | Azerbaiyán |  |  |

| 4 de noviembre de 2006 | Eslovaquia | Mónaco Descalificado | Mónaco |  |  |

#### Final
| 12 de mayo de 2007 | Grecia | 20 - 17 | Eslovaquia |  |  |